# 2000年シドニーオリンピックのサウジアラビア選手団
2000年シドニーオリンピックのサウジアラビア選手団（2000ねんシドニーオリンピックのサウジアラビアせんしゅだん）は、2000年9月15日から10月1日にかけてオーストラリアのニューサウスウェールズ州シドニーで開催された2000年シドニーオリンピックのサウジアラビア選手団、およびその競技結果。

## 概要
今大会は銀メダル1個、銅メダル1個の合計2個のメダルを獲得した。

## メダル
| メダル   | 選手名                           | 競技 | 種目             |
| -------- | -------------------------------- | ---- | ---------------- |
| 銀       | ハディ・スーアン・アル・ソマイリ | 陸上 | 男子400mハードル |
| 銅メダル | ハレドアルイード                 | 乗馬 | 個別ジャンプ     |